# شاي ابوتبول
شاي ابوتبول (بالعبرية: שי אבוטבול‏) (16 يناير 1983 ببات يام في إسرائيل - ) هو لاعب كرة قدم إسرائيلي في مركز الوسط. شارك مع منتخب إسرائيل تحت 19 سنة لكرة القدم ومنتخب إسرائيل تحت 21 سنة لكرة القدم. أما مع النوادي، فقد لعب مع نادي هبوعيل تل أبيب وMaccabi Sha'arayim F.C. ‏.

## روابط خارجية
- شاي ابوتبول على موقع قاعدة بيانات كرة القدم.إي يو (الإنجليزية)
- شاي ابوتبول على موقع Soccerway.com (الإنجليزية)
- شاي ابوتبول على موقع عالم كرة القدم.نت (الإنجليزية)
- شاي ابوتبول على موقع AS.com (الإسبانية)